# Општина Корлацел (Мехединци)
Корлацел (рум. Corlăţel) општина је у Румунији у округу Мехединци.
Oпштина се налази на надморској висини од 162 m.